# Rakovci
Rakovci so naselje v Občini Sveti Tomaž.
Rakovci so razloženo naselje na slemenu v povirju potoka Lešnica pod Rakovskim vrhom. V kraju stoji Marijina kapela. Simbol vasi je rak.